# 西木正明
西木 正明（にしき まさあき、1940年5月25日 - 2023年12月5日）は、日本の小説家。

## 来歴・人物
新潟県生まれ、秋田県仙北郡西木村（現・仙北市）育ち。本名は鈴木正昭。
1959年秋田県立秋田高等学校卒業。早稲田大学教育学部社会科中退。平凡出版（現マガジンハウス）に入社し『平凡パンチ』『週刊平凡』『ポパイ』等の編集に携わる。
1980年に独立して作家活動開始。デビュー作『オホーツク諜報船』で日本ノンフィクション賞新人賞、1988年にヴィクトル・スタルヒンを題材とした小説「凍れる瞳」及び「端島の女」で第99回直木三十五賞を受賞。以降、綿密な取材に基づくドキュメンタリーライクな作品を数多く発表する。妻は女優の桑原幸子。
1983年、日本冒険作家クラブの創設の発起人の一人となる。
大宅壮一ノンフィクション賞、日本推理作家協会賞、オール讀物推理小説新人賞、・植村直己冒険賞、さきがけ文学賞の選考委員。日本ペンクラブ獄中作家委員会および平和委員会委員。NHK国際放送審議会委員、国土庁審議会専門委員、秋田県総合開発審議会委員、海上保安庁アドバイザー、内閣府生活達人委員会委員、日本文学振興会評議員を歴任。
2023年12月5日、神奈川県川崎市の病院で敗血症性ショックのため死去。83歳没。

## 受賞歴
- 1980年 第7回日本ノンフィクション賞新人賞『オホーツク諜報船』
- 1988年 第99回直木賞『凍れる瞳』『端島の女』
- 1995年 第14回新田次郎文学賞『夢幻の山旅』
- 2000年 第13回柴田錬三郎賞『夢顔さんによろしく』

## 出演番組
- にんげんマップ（NHK） - キャスター

## 著書
- 『オホーツク諜報船』（1980年7月、角川書店）のち文庫、現代教養文庫
- 『近づかない地平線―激走!オーストラリア大陸12,000km』（1982年1月、文藝春秋）
- 『悪夢の封印―救療部堕胎分所』（1982年8月、角川書店）のち文庫 ISBN 404772002X
- 『首相官邸のトンネル』（1982年12月、角川書店）ISBN 4047720011
- 『霧が止むまで待て』（1983年4月、徳間書店）のち文庫 ISBN 4-19-152710-X
- 『とんだ旅して地平線』（立松和平、関川夏央、南伸坊と共著　1982年12月、双葉社)
- 『オーロラ・コネクション』（1983年10月、角川書店）のち文庫 ISBN 4047720038
- 『オホーツク特急』（1985年9月、青樹社）のち『凍(しば)れる花火』と改題、集英社文庫ISBN 4087493903
- 『蛇頭（スネークヘッド）』（1985年9月、講談社）のち「スネークヘッド」として文庫 ISBN 4062021269
- 『ふりかえれば、サバンナ』（1985年10月、光風社出版）のち集英社文庫
- 『想い出のグリーングラス』（1986年4月、光文社・カッパ・ノベルス）
- 『ケープタウンから来た手紙』（1987年10月、講談社）のち文庫 ISBN 4062035367
- 『逃れざる者』（1988年2月、桃園文庫）
- 『凍(しば)れる瞳』（1988年5月、文藝春秋）のち文庫
- 『何かしなきゃ男じゃない』（1988年9月、ベストセラーズ）
- 『「幸福」行最終列車』（1990年5月、実業之日本社）のち徳間文庫ISBN 440853126X
- 『虚名』（1990年6月、講談社）のち文庫 ISBN 4062048779
- 『ルーズベルトの刺客』（1991年3月、新潮社）のち文庫 ISBN 4103793015
- 『標的』（1991年8月、集英社）のち文庫 ISBN 4087728072
- 『ナンダ・デヴィ』（1993年5月、徳間書店）ISBN 4191251805
- 『サイラスの楽園―The paradise within my heart』（1993年5月、PHP研究所）
- 『丁半国境』（1993年11月、文藝春秋）
- 『間諜二葉亭四迷』（1994年4月、講談社）のち文庫
- 『夢幻の山旅』中央公論社（1994年9月）のち文庫（辻まこと）
- 『梟の朝―山本五十六と欧州諜報網作戦』（1995年7月、文藝春秋）のち文庫
- 『流木』（1995年9月、徳間書店）のち文庫　(短編集)
- 『氷海の幻日』（1996年2月、講談社）
- 『犬と歩けば』（1999年1月、マガジンハウス）
- 『夢顔さんによろしく 最後の貴公子・近衛文隆の生涯』（1999年7月、文藝春秋）のち文庫、集英社文庫
- 『わが心、南溟に消ゆ』（2000年7月、中央公論新社）のち集英社文庫
- 『其の逝く処を知らず 阿片王・里見甫の生涯』（2001年7月、集英社）のち文庫
- 『冬のアゼリア 大正十年・皇太子裕仁殿下拉致暗殺計画』（2002年6月、文藝春秋）のち文庫
- 『養安先生、呼ばれ！』（2003年10月、恒文社21）ISBN 4770411030
- 『孫文の女』（2005年2月、文藝春秋）のち文庫
- 『一場の夢～二人の「ひばり」と三代目の昭和』（2005年、集英社）
- 『極楽谷に死す』講談社 2008  のち文庫　（短編集）
- 『ウェルカムトゥパールハーバー』角川学芸出版 2008 のち文庫
- 『ガモウ戦記』文藝春秋、2010　のち文庫
- 『さすらいの舞姫　北の闇に消えた伝説のバレリーナ・崔承喜』光文社、2010
- 『人生、お楽しみはこれからだ』ベスト新書 2012
- 『水色の娼婦』文藝春秋 2013

## 訳書
- 『ゾルゲ引裂かれたスパイ』ロバート・ワイマント（1996年6月、新潮社）ISBN 4105329014

## テレビ化、舞台化、映画化された作品
- 「凍れる瞳」（日本テレビ、原作『凍れる瞳』）
- 「悪夢の封印」（フジテレビ、原作『悪夢の封印』）
- 「チャイナシャドー」（日米香港合作映画、『蛇頭』。柳町光男 監督。）
- 「香港ラプソディ」（宮本亜門演出のミュージカル、原作『蛇頭』）
- 「鳥の歌」（NHK連続ドラマ、原作『オホーツク特急』）
- 「異国の丘」（劇団四季ミュージカル、元ネタ『夢顔さんによろしく』）

## その他
- 処女作『オホーツク諜報船』はノンフィクションの賞をとっているが、実際はフィクションの部分も多い。当時は「ノンフィクション・ノベル」と呼ばれた。ベトナムに平和を!市民連合（ベ平連）がベトナム戦争当時、日本の漁船（レポ船）の協力を得て、米軍脱走兵を北海道から脱出させていたことを題材にした小説だが、ベ平連関係者によるあるサイトでは「ある程度の取材はしたようだが、筆者（西木）はベ平連と何の関係もなく、執筆の姿勢も愉快ではない」と評されている[4]。